# Povorinskij rajon
Il Povorinskij rajon (in russo Поворинский район?) è un rajon dell'Oblast' di Voronež, in Russia; il capoluogo è Povorino. Istituito nel 1946, ricopre una superficie di 1.090 km².